# Совєтське (Бєлгородська область)
Совєтське (рос. Советское) — село в Алексєєвському районі Бєлгородської області Російської Федерації.
Населення становить 1006  осіб. Входить до складу муніципального утворення Алексєєвський міський округ.

## Історія
Населений пункт розташований у східній частині української суцільної етнічної території — східній Слобожанщині.
Згідно із законом від 20 грудня 2004 року № 159 від 1 січня 2006 року до 18 квітня 2018 року органом місцевого самоврядування було Совєтське сільське поселення.

## Населення
| 1959 | 2002  | 2010  |
| ---- | ----- | ----- |
| 1654 | ↘1034 | ↘1006 |